# 7319 Katterfeld
7319 Katterfeld eller 1976 SA6 är en asteroid i huvudbältet som upptäcktes den 24 september 1976 av den rysk-sovjetiske astronomen Nikolaj Tjernych vid Krims astrofysiska observatorium på Krim. Den har fått sitt namn efter Gennadij N. Katterfeld.